# Charlotte Voll
Charlotte Voll, née le 22 avril 1999 à Karlsruhe, est une footballeuse allemande évoluant au poste de gardienne de but au Bayer Leverkusen

## Biographie

### Carrière en club
Membre de la formation du TSG Hoffenheim, Charlotte Voll fait ses débuts avec l'équipe réserve en 2. Frauen-Bundesliga le 31 octobre 2015. Même si elle ne joue aucun match pour l'équipe senior, elle participe à six autres rencontres avec l'équipe réserve avant de quitter le club en 2017.
En juillet 2017, elle signe au Paris Saint-Germain un contrat de deux ans. Avec Katarzyna Kiedrzynek et Christiane Endler devant elle dans l'ordre hiérarchique de l'équipe première, elle passe la plupart de son temps avec les moins de 19 ans du club, participant au Challenge National Féminin U19. Elle quitte le club parisien sans jouer aucun match officiel pour l'équipe senior.
En mai 2019, elle rejoint le SC Sand, en Frauen-Bundesliga, signant un contrat de deux ans,. Elle fait ses débuts professionnels le 13 octobre 2019 à l'occasion d'une victoire 3-0 en championnat contre le FFC Francfort. Elle passe la première moitié de saison sur le banc en tant que numéro 2, mais réussit finalement à s'installer au poste de numéro 1. Elle joue au total neuf rencontres avec le club du Bade-Wurtemberg, huit en Bundesliga, une en Coupe d'Allemagne.
Le 2 juillet 2020, le club parisien annonce son retour, Voll signant un contrat de deux ans. Elle fait ses débuts avec l'équipe première du PSG lors du seizième de finale retour de Ligue des champions contre Górnik Łęczna.
En septembre 2023, elle dispute son premier match au sein de son nouveau club, le Bayer Leverkusen.

### Carrière internationale
Charlotte Voll fait partie de l'équipe d'Allemagne des moins de 20 ans qui a atteint les quarts de finale de la Coupe du monde 2018. Elle ne joue cependant aucun match.

## Statistiques
| Saison                | Club                  | Championnat           | Championnat | Championnat | Coupe(s) nationale(s) | Coupe(s) nationale(s) | Compétition(s) continentale(s) | Compétition(s) continentale(s) | Compétition(s) continentale(s) | Total | Total |
| Saison                | Club                  | Division              | M.          | B.          | M.                    | B.                    | Comp.                          | M.                             | B.                             | M.    | B.    |
| 2019-2020             | SC Sand               | Frauen-Bundesliga     | 8           | 0           | 1                     | 0                     | -                              | -                              | -                              | 9     | 0     |
| Sous-total            | Sous-total            | Sous-total            | 8           | 0           | 1                     | 0                     | -                              | -                              | -                              | 9     | 0     |
| 2020-2021             | Paris Saint-Germain   | Division 1            | 0           | 0           | -                     | -                     | C1                             | 1                              | 0                              | 1     | 0     |
| Sous-total            | Sous-total            | Sous-total            | 0           | 0           | 0                     | 0                     | -                              | 1                              | 0                              | 1     | 0     |
| Total sur la carrière | Total sur la carrière | Total sur la carrière | 8           | 0           | 1                     | 0                     | -                              | 1                              | 0                              | 10    | 0     |